# Comunidade Dandara
A Comunidade Dandara, também conhecida por Ocupação Dandara ou somente Dandara, foi uma iniciativa das Brigadas Populares, do Movimento dos Trabalhadores Rurais Sem Terra (MST) e da Comissão Pastoral da Terra (CPT) para a ocupação de um território que não cumpria a sua função social no bairro Trevo, região da Pampulha, em 2009. 

## História
Dandara foi uma das primeiras ocupações planejadas na Região Metropolitana de Belo Horizonte (RMBH). A comunidade surgiu em meio ao desafio de ocupar esse território sem abrir mão da produção de alimentos e da autonomia. A intenção dos movimentos era que a ocupação possuísse produção própria em atividades cooperativas de: padaria, serviços mecânicos e da construção civil, artesanato e agricultura. A proposta era de unificar as lutas em prol das famílias que necessitam não só morar, mas também se alimentar e se manter financeiramente. 
A fotografia “Mapa, Dandara”, de autoria de Cyro Almeida, acervo do Museu Histórico Abílio Barreto (MHAB), apresenta a configuração planejada para a ocupação do terreno, que é bastante similar a configuração da comunidade no momento, em comparação ao atual mapa de Belo Horizonte. 

## Origem do nome
Dandara, que empresta seu nome à comunidade, foi uma guerreira negra, companheira do líder quilombola Zumbi dos Palmares e importante referência na luta contra a exploração do trabalho escravo no decorrer da América Portuguesa. Dandara foi um símbolo da luta por liberdade do povo negro e a escolha do seu nome para a comunidade demonstra um empoderamento das mulheres nesse papel de luta pela moradia e pela ocupação de territórios. Há também uma conotação política, visto que muitas vezes quando os maridos se ausentavam, as mulheres se ocupavam da política na ocupação, podendo ser consideradas “linha de frente”, inclusive no enfrentamento contra a polícia, a exemplo da fotografia “Fachada #2, Dandara”. 

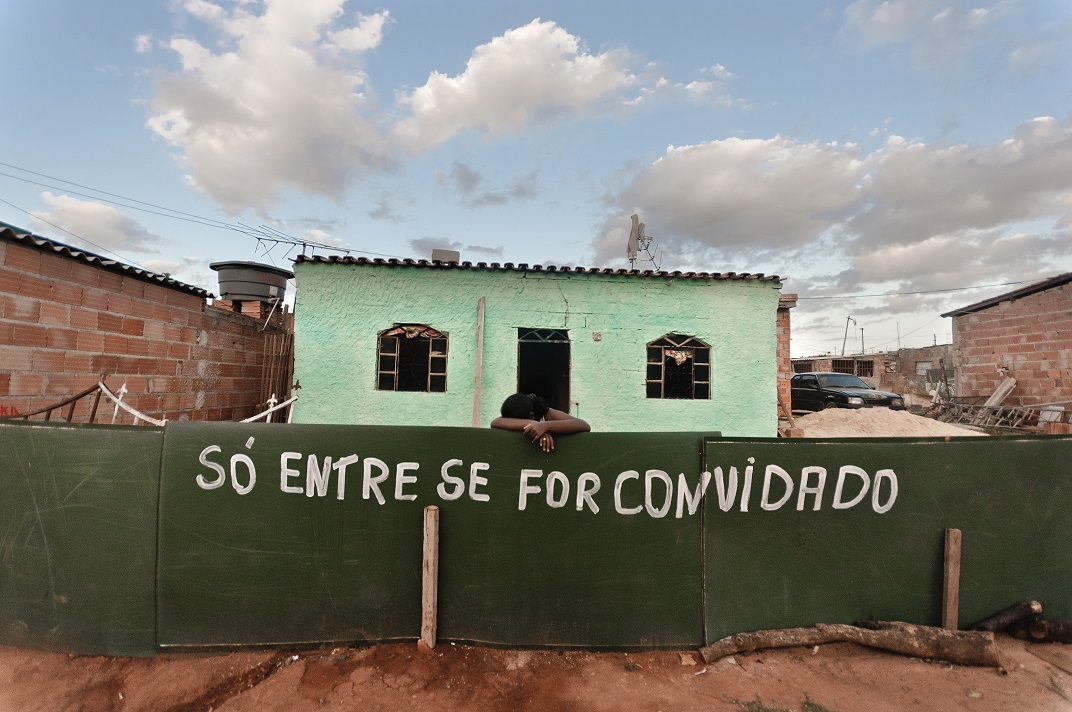
Fachada #2, Dandara, 2022. Foto: Cyro Almeida. Acervo Museu Histórico Abílio Barreto

## Ocupação
A ocupação se deu em um contexto de não cumprimento da função social da terra, estabelecido pela Constituição Federal de 1988 no art. 5º, inciso XXIII “a propriedade atenderá a sua função social”. O terreno escolhido, cujo proprietário era Construtora Modelo S.A, é descrito por moradores da região como sendo um local de criminalidade no qual o tráfico dos bairros do entorno utilizava para venda de drogas. Já foram encontrados corpos de vítimas de assassinatos, além de o local ser considerado uma rota para fugir da polícia ligando uma região a outra do bairro. 
O dia 9 de abril de 2009 foi o marco histórico e simbólico do nascimento da ocupação, quando 150 famílias adentraram o terreno da futura Dandara. A resistência dos moradores e movimentos durou todo o dia e o cenário era de uma verdadeira guerra. A tropa de choque da polícia estava presente com suas viaturas, cachorros e helicóptero, atuando de maneira truculenta, com revólveres e sprays de pimenta. A pressão psicológica que essas pessoas suportaram foi grande e alguns poucos desistiram de ocupar. A maioria resistiu durante aquele dia e o confronto foi mediado por meio dos advogados e militantes que atuavam na ocupação.
Nos primeiros dias, a notícia da ocupação ganhou destaque nacional e este efeito midiático elevou ainda mais o número de famílias adeptas ao movimento de ocupação do espaço. Frei Gilvander, representante da Comissão Pastoral da Terra (CPT) explica que:
“essa explosão foi por causa dessa resistência diante da polícia, o apoio solidário do lado, jogando pedra... E aí a imprensa ter jogado no ar atraiu o povo, o povo ficou sabendo do aparecimento dela (a ocupação)”.  
Em cerca de horas, os movimentos sociais e atores envolvidos na ocupação tiveram que lidar com um aumento substancial de famílias em busca de moradia. Em três dias, a ocupação constatou um aumento significativo do número de famílias: de 150 para 1.087.  

A ocupação tinha o objetivo de produção autônoma em atividades cooperativas e serviços como padaria, artesanato e agricultura eram realizados pelos próprios moradores, como evidente na fotografia “Fachada #5, Dandara”.  

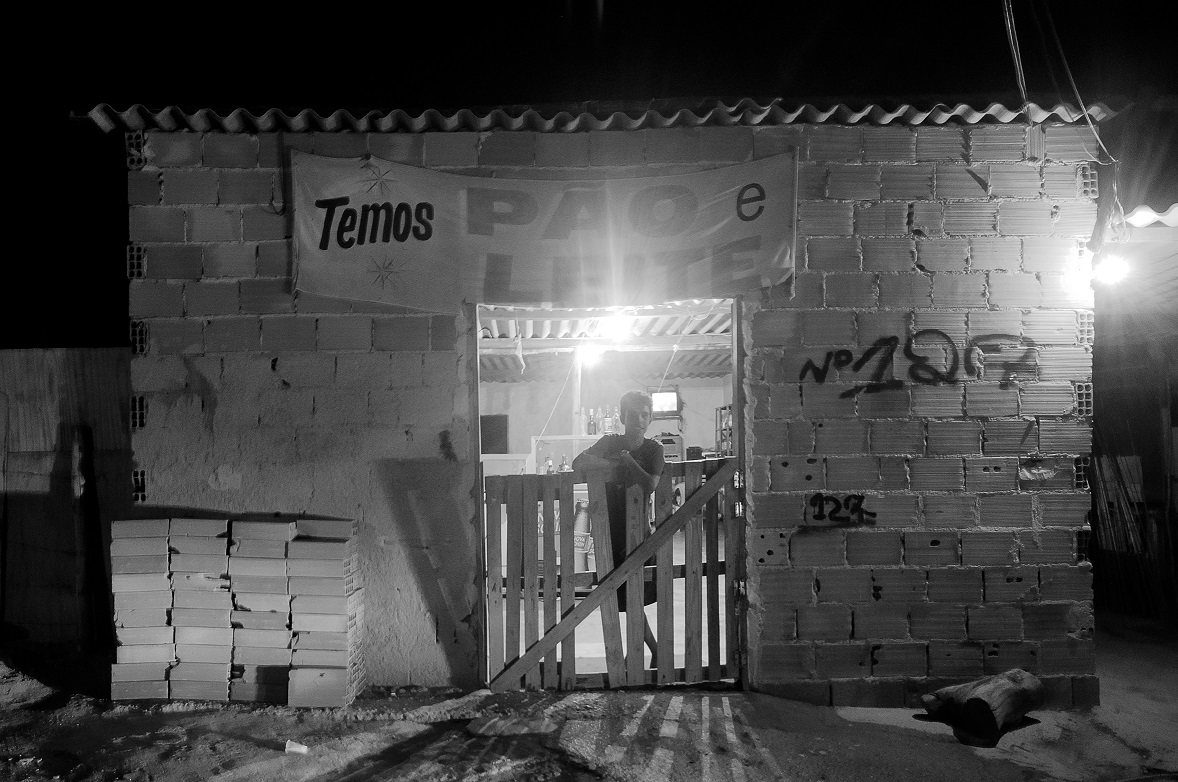
Fachada #5, Dandara, 2011. Foto: Cyro Almeida. Acervo Museu Histórico Abílio Barre

## Resistência e Manifestações
Após a ocupação do terreno pelos moradores e superada a ameaça de despejo inicial pelo poder público, o policiamento da área ainda continuava intenso pela Polícia Militar de Minas Gerais (PMMG). Esta chegava a impedir a entrada dos materiais para construção, gerando insegurança entre a população.
A Ocupação passou, então, a vivenciar uma nova etapa de resistência, na qual cresceu o número de atos públicos, manifestações e protestos de modo a pressionar o governo municipal e estadual a dialogar com a ocupação. Os atos públicos são uma forma de dissenso e resistência, em que os moradores e os movimentos sociais demonstram para toda a sociedade suas demandas por direitos legítimos até então negligenciados pelo poder público. É, portanto, uma forma de estabelecer um diálogo.

## Ocupação ou invasão?
Os Movimentos Sociais articulam demandas da população em que o Estado não é capaz de cumprir ou não se interessa em solucionar. Nesse sentido, a ocupação urbana é considerada por estes grupos uma ação política de massas ou mesmo um trabalho de base. Na prática, os Movimentos Sociais pretendem promover a formação política das camadas excluídas do direito à cidade, a partir da proposta de autonomia e empoderamento destes setores da sociedade.
É importante reconhecer a ocupação não como um espaço invadido, mas sim ocupado. Ao utilizar o termo invasão, associa-se a um ato ilegítimo, ligado a tomada de terra por meio da força, desrespeitando regras tácitas de convívio entre indivíduos. A ocupação é uma forma de resistência, seja ela organizada ou espontânea, na qual os sujeitos lutam por seu direito de moradia.
O termo moradia também possui um valor significativo enquanto categoria adotada pelos movimentos sociais. Tal termo possui um peso político que o difere de “casa” ou de “unidade habitacional”. Morar é algo que ultrapassa o ato de possuir uma residência. Morar é ter direitos de acesso a serviços resguardados pelo Estado, como destaca seu Orlando, morador da comunidade Dandara:
“A gente não quer casa, já expliquei para o pessoal que está em processo de formação, não é pedir casa, é pedir moradia. Casa o governo faz um programa ai e constrói, mas moradia é diferente”.

## Papel do Estado
O não reconhecimento do Estado dessas moradias acarreta na fragilização dessa população, que passa por situações desafiadores durante todo o processo de luta por direitos de base. A situação de moradia é também uma importante questão visto que, sem suporte dos aparatos do poder estadual e municipal, os moradores necessitam de meios próprios para a construção civil e manutenção de suas residências, como exposto na fotografia “Júlio e Laila, Dandara”. 

Na imagem é possível ver duas crianças felizes, respectivamente Júlio e Laila, brincando com uma mangueira que despeja água na garota, em um terreno irregular. Próximos aos jovens é possível ver o esgoto a céu aberto, despejado em plena rua, que gera doenças e atrai animais. 

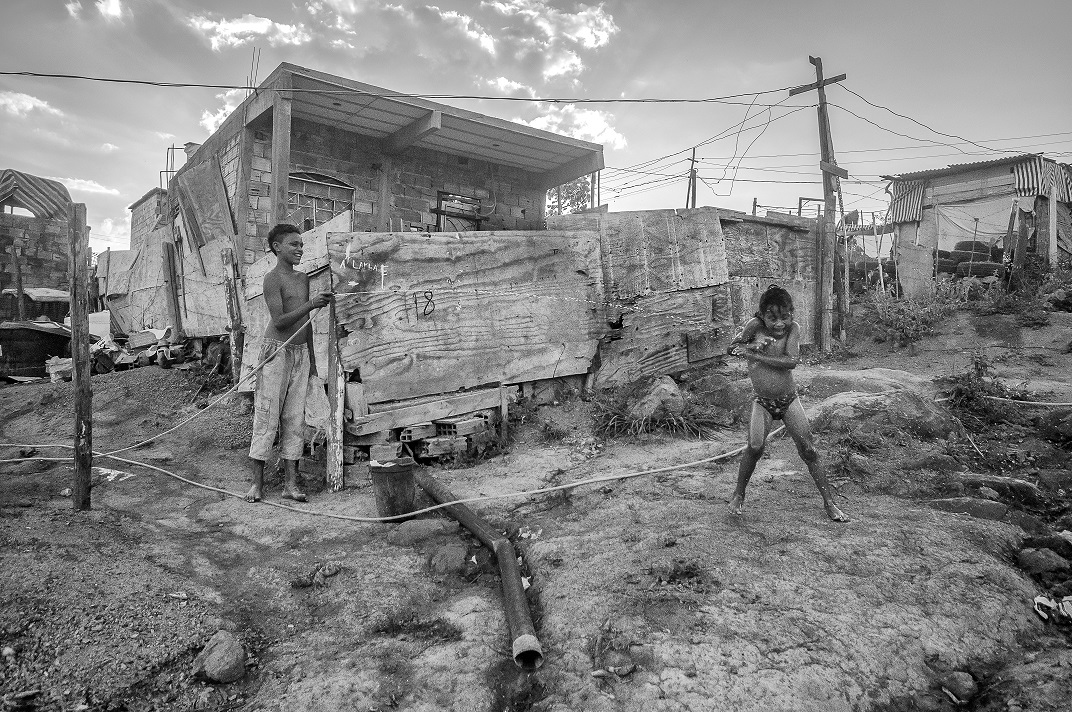
Júlio e Laila, Dandara, 2011. Foto: Cyro Almeida. Acervo Museu Histórico Abílio Barreto

Acesso aos serviços básicos como a educação infantil e saúde são negados, devido à falta de comprovantes de endereços, ou mesmo o preconceito com relação a essas crianças provenientes de áreas ocupadas. A dificuldade em conseguir emprego por não ter endereço, o preconceito social por ser morador de ocupação e a invisibilidade perante o Estado, no que diz respeito aos seus direitos, são alguns dos desafios diários na vida destas famílias.

## Comunidade Dandara
Ainda em um processo de luta, a Comunidade Dandara torna construções em moradias. Não há um dia em que não se encontre casas em obra, crescendo um quarto, “batendo” uma laje, aumentando um “puxadinho” para os filhos. Nessa rotina dura de autoconstrução, os moradores construíram seu espaço na cidade. Este já se tornou um bairro, mesmo que ainda em processo de formalização perante os governos estadual e municipal. Mas as famílias já se sentem mais seguras da posse de seus terrenos.  O loteamento foi efetivado pelo Plano de Regularização Urbanística (PRU) na Dandara e em outras regiões da cidade.
Em 2018, nove anos após o início da ocupação, a Secretaria Municipal de Políticas Urbanas intermediou a assinatura de uma parceria entre a Prefeitura de Belo Horizonte (PBH), a Companhia Energética de Minas Gerais (Cemig) e a Companhia de Saneamento de Minas Gerais (Copasa) para, finalmente, levar água potável, saneamento e energia elétrica aos moradores da região. Seis mil pessoas foram beneficiadas por essas medidas que levam uma moradia com dignidade a esse grupo. O poder público busca cada vez mais aprimorar as condições de moradia dessa população. 